# هندريك يونغ
هندريك يونغ (مواليد 18 سبتمبر 1956) هو مبارز بالسيف ألماني شرقي، مثّل بلاده في الألعاب الأولمبية الصيفية 1980.

## روابط رياضية
هندريك جونغ على موقع أوليمبيديا (الإنجليزية)